# Milan Havel
Milan Havel (* 7. srpna 1994 Benešov) je český profesionální fotbalista, který hraje na pozici pravého obránce za český klub FC Viktoria Plzeň a za český národní tým.

## Klubová kariéra
Svoji fotbalovou kariéru začal v Bohemians Praha 1905, odkud se propracoval v průběhu ročníku 2012/13 do prvního mužstva a postupně se stal stabilním členem základní sestavy. V červenci 2017 přestoupil do FC Viktoria Plzeň, která za něj podle médií zaplatila částku okolo 20 milionů korun.

## Reprezentační kariéra
Havel nastupoval v českých mládežnických reprezentacích U20 a U21.
Trenér Vítězslav Lavička jej v červnu 2017 vzal na Mistrovství Evropy hráčů do 21 let v Polsku. Český tým obsadil se třemi body 4. místo v základní skupině C.
Dne 24. srpna 2021 byl trenérem české fotbalové reprezentace Jaroslavem Šilhavým nominován na zářijové duely kvalifikace mistrovství světa s Běloruskem a v Belgii a na následné přípravné utkání s Ukrajinou.